# تاريخ التهاتف المرئي
يغطي تاريخ المهاتفة المرئية التطور التاريخي للعديد من التقنيات التي أتاحت استخدام الفيديو المباشر بالإضافة إلى الاتصالات الصوتية. عُمم مفهوم المهاتفة الفيديوية لأول مرة في أواخر سبعينيات القرن التاسع عشر في كل من الولايات المتحدة وأوروبا، على الرغم من أن العلوم الأساسية التي تسمح بتجاربها الأولى ستستغرق ما يقرب من نصف قرن لاكتشافها. جسد هذا أولاً في الجهاز الذي أصبح يُعرف باسم هاتف الفيديو أو المهاتفة الفيديوية، وتطور من البحث المكثف والتجريب في العديد من مجالات الاتصالات، وخاصة التلغراف الكهربائي والهاتف والإذاعة والتلفزيون.
بدأ تطوير تقنية الفيديو المهمة لأول مرة في النصف الأخير من عشرينيات القرن العشرين في المملكة المتحدة والولايات المتحدة، مدفوعًا بشكل ملحوظ من قبل جون لوجي بيرد ومختبرات بل التابعة لشركة «أي تي أند تي». حدث هذا جزئيًا، على الأقل مع «أي تي أند تي»، ليكون بمثابة ملحقًا مكملًا لاستخدام الهاتف. اعتقدت عدد من المنظمات أن المهاتفة الفيديوية ستكون متفوقة على الاتصالات الصوتية البسيطة. ومع ذلك، كان من المقرر نشر تكنولوجيا الفيديو في البث التلفزيوني التماثلي قبل فترة طويلة من أن تصبح عملية أو شائعة للهواتف الفيديوية.
طورت المهاتفة الفيديوية بالتوازي مع أنظمة الهاتف الصوتي التقليدية من منتصف إلى أواخر القرن العشرين. تطورت أنظمة المؤتمرات الفيديوية باهظة الثمن للغاية بسرعة خلال الثمانينيات والتسعينيات من المعدات المملوكة (الخاصة) والبرمجيات والشبكات إلى التقنيات المعتمدة على المعايير والتي كانت متاحة بسهولة لعامة الناس بتكلفة معقولة. في أواخر القرن العشرين فقط مع ظهور برامج ترميز الفيديو القوية إلى جانب إنترنت النطاق العريض عالي السرعة وخدمة الشبكة الرقمية للخدمات المتكاملة «أي أس دي أن»، أصبحت المهاتفة الفيديوية تقنية عملية للاستخدام المنتظم.
بفضل التحسينات السريعة وشعبية الإنترنت، أصبحت المهاتفة الفيديوية واسعة الانتشار من خلال نشر الهواتف المحمولة التي تتيح المهاتفة الفيديوية، بالإضافة إلى مؤتمرات الفيديو وكاميرات الويب للحاسوب التي تستخدم الاتصال الهاتفي عبر الإنترنت. في المراتب العليا من الحكومة، والأعمال التجارية، ساعدت تقنية الحضور عن بُعد، وهي شكل متقدم من مؤتمرات الفيديو، على تقليل الحاجة إلى السفر.

## البدايات
بالكاد بعد مرور عامين على أول براءة اختراع للهاتف في الولايات المتحدة في عام 1876 من قبل الدكتور ألكسندر جراهام بيل، كان يصور المفهوم المبكر المشترك للهاتف الفيديوي والتلفزيون ذي الشاشة العريضة وسمي المنظار الهاتفي «تيليفونسكوب» في المطبوعات الدورية الشعبية اليومية. وقد ذُكر أيضًا في العديد من الأعمال الخيالية العلمية المبكرة مثل «Le Vingtième siècle. La vie électrique» (القرن العشرون. الحياة الكهربائية) وغيرها من الأعمال التي كتبها ألبرت روبيدا، ورسمت أيضًا في رسوم كاريكاتورية مختلفة لجورج دو مورير كاختراع خيالي لتوماس إديسون. نُشرت أحد هذه الرسومات في 9 ديسمبر 1878 في مجلة «بانش».
استخدم المصطلح «تيليكترو سكوب» أيضًا في عام 1878 من قبل الكاتب والناشر الفرنسي لويس فيغيير، للترويج للاختراع الذي فسر بشكل خاطئ على أنه حقيقي ونسب إلى الدكتور بيل، ربما بعد أن أودع مختبره فولتا بشكل متكتم صندوق مغلق ل «فونوغراف جرافون» في مؤسسة سميثسونيان من أجل الحماية. في وقت سابق كتب مقال تحت اسم مستعار «كهربائي»، مدعية أن «عالمًا بارزًا» اخترع جهازًا بواسطته الأشياء أو الأشخاص في أي مكان في العالم «.... يمكن لأي شخص رؤيتهم من أي مكان». يسمح الجهاز، من بين وظائف أخرى، للتجار بنقل صور بضاعتهم إلى عملائهم، ومحتويات مجموعات المتاحف ستتاح للعلماء في المدن البعيدة. «في العصر قبل قدوم البث، صُممت أجهزة «الرؤية» الكهربائية كمساعد للهاتف، مما خلق مفهوم هاتف الفيديو.
ستنشر التقارير الاحتيالية عن التطورات «المذهلة» في هواتف الفيديو في وقت مبكر من عام 1880 وستعود إلى الظهور كل بضع سنوات، مثل حلقة «دكتور سيلفستر» من باريس، الذي ادعى في عام 1902 أنه اخترع هاتف فيديو قوي «وغير مكلف»، أطلق عليه اسم «مطياف»، واعتقد أن حقوق الملكية الفكرية له ستبلغ قيمتها 5000000 دولار. بعد مراجعة ادعائه، ندد الدكتور بيل بالاختراع المفترض باعتباره «حكاية خرافية»، وعلق علانية على المشعوذين الذين يروجون للاختراعات الزائفة لتحقيق مكاسب مالية أو للترويج الذاتي.

ومع ذلك، اعتقد الدكتور ألكسندر جراهام بيل شخصيًا أن الاتصال الهاتفي عبر الفيديو كان ممكنًا على الرغم من أن إسهاماته في تقدمه كانت عرضية. في أبريل من عام 1891، قام الدكتور بيل بالفعل بتسجيل ملاحظات تصورية على «هاتف راديوي كهربائي»، الذي ناقش إمكانية «الرؤية باستخدام الكهرباء» باستخدام الأجهزة التي تستعمل المكونات التصويرية للتيلوريوم أو للسيلينيوم. كتب بيل، قبل عقود من اختراع محلل الصورة:
«إذا اكتشف... (أن مستشعر الصورة) مضاء، فقد يبنى جهاز يكون فيه كل قطعة من السيلينيوم مجرد بقعة، مثل رأس دبوس صغير، كلما صغر كان أفضل. يجب وضع السيلينيوم المظلم في جهاز استقبال يشبه الكأس بحيث يمكن أن يلائم وضعه فوق العين... ثم، عندما تُعرض بقع السيلينيوم الأولى إلى كائن مضيء، قد يكون من الممكن أن تدرك العين في المستقبل المظلم، ليس فقط مجرد ضوء، ولكن صورة للكائن...»
استمر بيل في التنبؤ لاحقًا بما يلي: «... سيأتي اليوم الذي يكون فيه الرجل على الهاتف قادراً على رؤية الشخص البعيد الذي كان يتحدث إليه.» الاكتشافات في الفيزياء والكيمياء وعلوم المواد الأساسية لتكنولوجيا الفيديو لن تتواجد حتى منتصف العشرينات من القرن الماضي، حيث استخدمت لأول مرة في التلفزيون الكهروميكانيكي. لن يظهر الفيديو والتلفاز العملي «الإلكتروني بالكامل» حتى عام 1939، ولكنه سيعاني بعد ذلك لعدة سنوات من التأخير قبل اكتساب شعبية بسبب بداية الحرب العالمية الثانية وآثارها.
دخل الاسم المركب «هاتف الفيديو» إلى الاستخدام العام ببطء بعد عام 1950، على الرغم من أن كلمة «هاتف الفيديو» من المحتمل دخلت المعجم في وقت سابق بعد إضافة الفيديو في عام 1935. قبل ذلك الوقت، يبدو أنه لا توجد مصطلحات قياسية لـ «هاتف الفيديو»، مع تعبيرات مثل «نظام تلفزيون مشهد-صوت» و «الراديو المرئي» وما يقرب من 20 مصطلح آخر (باللغة الإنجليزية) المستخدم لوصف اقتران التلغراف وتقنيات الهاتف والتلفزيون والإذاعة المستخدمة في التجارب المبكرة.
من ضمن السلائف (الطلائع) التكنولوجية للهاتف الفيديو هي أجهزة إرسال الصور عبر التلغراف التي أنشأتها العديد من الشركات، مثل المبرقة الصورية السلكية المستخدمة من قبل ويسترن يونيون، و «تيليستيريوغراف» التي طورتها مختبرات بيل الخاصة ب «تي أن أند تي»،  والتي كانت رائدة في آلات العصر الحالي الفاكس. كانت أجهزة إرسال الصور المبكرة هذه تستند إلى أعمال سابقة قام بها إرنست هامل وآخرون في القرن التاسع عشر. بحلول عام 1927، أنشأت «تي أن أند تي» أول هاتف تلفزيوني كهروميكانيكي يسمى «أيكونوفون» (من اليونانية: «صورة صوت»)، التي تعمل على معدل 18 إطار في الثانية وتحتل نصف غرفة مالئتها بخزائن المعدات. في اختبار مبكر للولايات المتحدة في عام 1927، ألقى وزير التجارة آنذاك هربرت هوفر كلمة أمام جمهور في مدينة نيويورك من واشنطن العاصمة؛ على الرغم من أن الجزء الصوتي كان مرسل في اتجاهين، إلا أن جزء الفيديو كان مرسل في اتجاه واحد فقط مع أولئك الموجودين في نيويورك فقط الذين يمكنهم رؤية هوفر.

## معرض صور

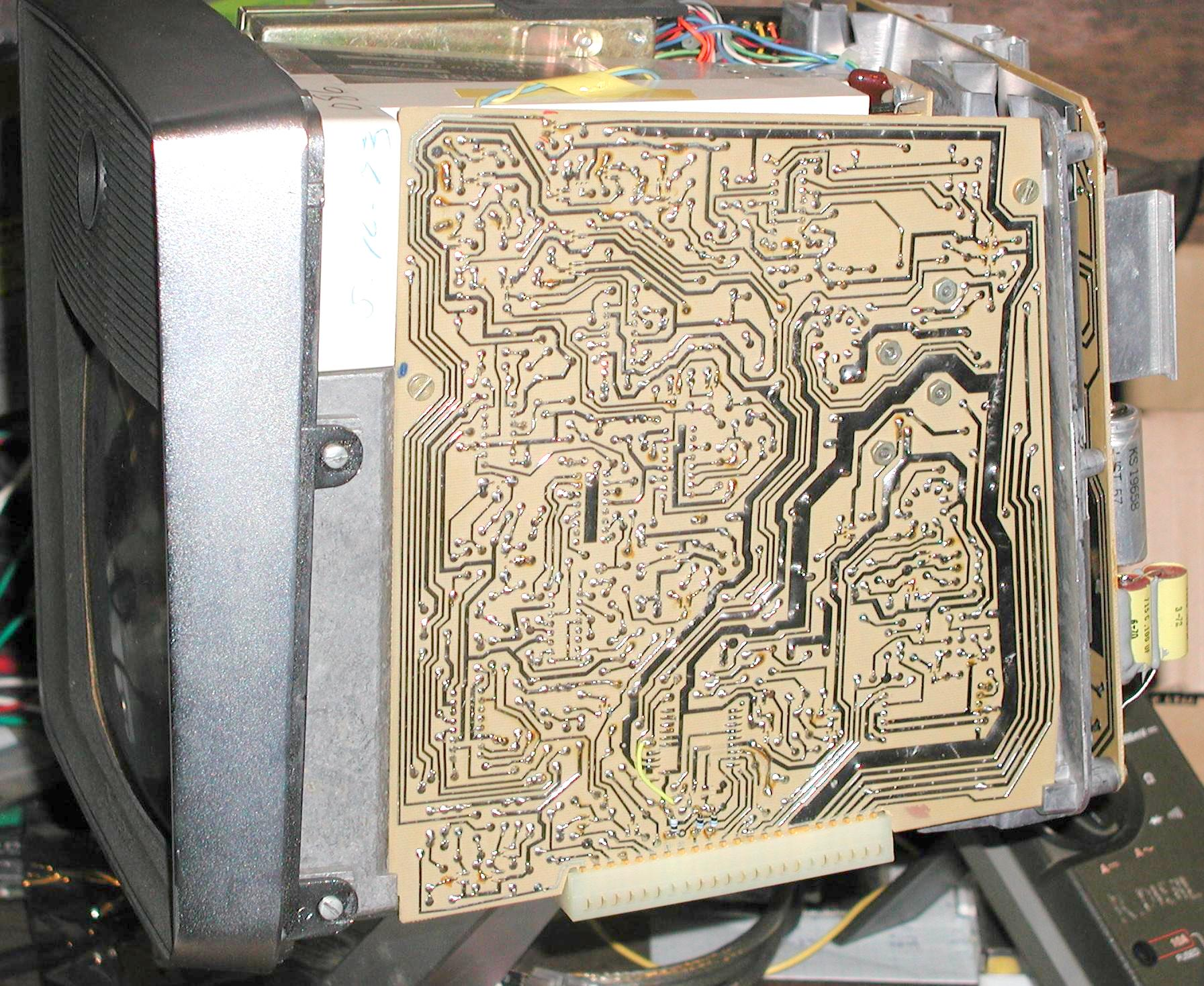
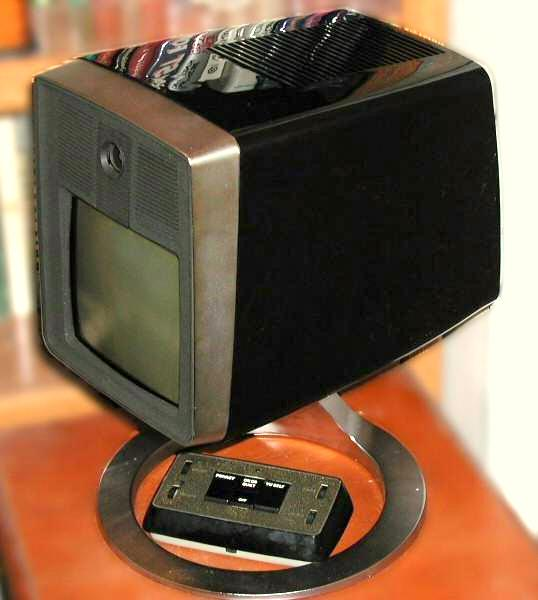